# Cosmoscarta margheritae
Cosmoscarta margheritae är en insektsart som beskrevs av William Lucas Distant 1908. Cosmoscarta margheritae ingår i släktet Cosmoscarta och familjen spottstritar. Inga underarter finns listade i Catalogue of Life.